# Боніфацій III
Боніфацій III (лат. Bonifacius; ? — 12 листопада 607, Рим, Візантійська імперія) — шістдесят шостий папа Римський (19 лютого 607  — 12 листопада 607), за походженням римлянин, син Іоанна. Папа Григорій I у 603 році призначив Боніфація своїм представником при дворі імператора у Константинополі. Виконуючи обов'язки нунція Боніфацій мав неформальний доступ до імператора Фоки, який рахувався з його думкою.
Боніфацій III запровадив дві суттєві зміни у процедурі виборів папи. По-перше, він видав декрет, яким заборонив будь-кому обговорювати за життя чинного папи кандидатуру його наступника. По-друге, Боніфацій III заборонив вчиняти будь-які дії щодо виборів нового папи до закінчення 3 днів з часу смерті попереднього папи.
Іншим важливим результатом діяльності Боніфація III стало підтвердження імператором Фокою першості єпископа Риму над іншими ієрархами церкви.